# ワイワイプラザ垂井
ワイワイプラザ垂井（ワイワイプラザたるい）は、岐阜県不破郡垂井町にある複合施設。

## 概要
学び、活動、交流の場であり、にぎわいの創出、協働のまちづくりを推進する目的の施設である。2024年（令和6年）4月1日より利用開始。
2019年（令和元年）9月に運用を終えた旧・垂井町役場庁舎の跡地に建設されたにぎわい創出施設である。2022年（令和4年）8月30日に起工式が行われ、2024年（令和6年）3月27年に落成式及び内覧会が行われた。名称は公募から採用され、気楽に幅広い町民の皆様が利用し、にぎわいが生まれワイワイ楽しめる施設となるようにという思いが込められている。
ワイワイ施設とワイワイ広場で構成され、敷地面積は6,800.37m2。施設は鉄筋コンクリート造2階建。延床面積は2,328.06m2、建築面積は1,585.13m2。
広場にはインクルーシブ遊具や木製遊具などが設置されている。
指定管理者制度が導入されており、特定非営利活動法人Let'sたるいが管理運営する。
旧・垂井町役場庁舎とともに解体された垂井町中央公民館（1971年開館。2022年11月30日閉館）や、同じく閉館した勤労青少年ホーム、垂井地区まちづくりセンターの機能を受け継いでいる

## 施設概要
1階
- カフェスペース
- ネット遊具
- ワイワイホール

収容人数100人。面積309m2
- 音楽スタジオ

収容人数19人。面積48m2
- 調理室
- 調理準備室

2階
- 小会議室（1 - 5）
- 和室（1 - 3）

## 利用案内
- 開館時間：9:00 - 21:30[7][5][8]
- 休館日：火曜日、祝日の翌日、年末年始（12月29日 - 1月3日）[7][5][8]

## 交通アクセス

### 公共交通機関
- JR東海道本線垂井駅下車。徒歩約10分。

### 自動車
- 名神高速道路関関ヶ原ICより自動車で約20分。

## 周辺施設
- 垂井駅